# Robert Pirès
Robert Emmanuel Pirès (sinh ngày 29 tháng 10 năm 1973) là một huấn luyện viên và cựu cầu thủ bóng đá chuyên nghiệp người Pháp. Pires chơi cho các đội bóng của Pháp là Metz và Marseille trước khi chuyển đến Arsenal, nơi anh đoạt hai chiếc cúp FA và hai danh hiệu vô địch Ngoại hạng Anh, trong đó có chiến tích bất bại mùa 2003-04 của Pháo thủ. Trong màu áo đội tuyển Pháp, Pirès có 79 lần ra sân từ năm 1996 đến 2004 đại diện cho quốc gia của mình, trong đó phải kể đến các lần đăng quang cùng đội tuyển tại giải vô địch thế giới 1998 và giải vô địch châu Âu 2000. Anh cũng góp mặt trong đội hình tiêu biểu mùa giải của PFA ở các mùa 2001-02, 2002-03 và 2003-04, đồng thời là Cầu thủ xuất sắc nhất giải ở chiến dịch Cúp Liên đoàn châu lục 2001, Cầu thủ xuất sắc nhất năm của FWA ở mùa 2001-02, Cầu thủ trẻ xuất sắc nhất giải vô địch quốc gia Pháp ở mùa 1995-96 và nằm trong danh sách 100 cầu thủ vĩ đại nhất còn sống do "Vua bóng đá" Pelé bầu chọn. Anh còn được các cổ động viên Arsenal bình chọn là cầu thủ vĩ đại thứ 6 trong lịch sử câu lạc bộ. Xuyên suốt sự nghiệp Pires chủ yếu chơi ở vị trí tiền vệ công lệch trái, nhưng cũng có thể chơi khắp khu trung tuyến hoặc ở vị trí hộ công. Pirès hiện đang làm công tác huấn luyện tại Arsenal.

## Những năm đầu đời
Pires sinh ra tại Reims, Pháp, có cha là người Bồ Đào Nha và mẹ là người Tây Ban Nha. Pires là con út trong 3 người con, dành phần lớn tuổi thơ mặc hai chiếc áo bóng đá để thể hiện lòng tự tôn với hai nguồn gốc của mình. Một chiếc là trang phục của Benfica (đội bóng mà cha anh hâm mộ) và chiếc còn lại là của Real Madrid. Pires thú nhận anh từng gặp khó ở trường học vì nói tiếng Pháp không tốt lắm ở thời điểm đó, vì thực tế là cha mẹ anh chỉ nói tiếng Bồ Đào Nha và Tây Ban Nha. Niềm đam mê bóng đá của Pires được thừa hưởng bởi cha anh António, cầu thủ chơi cho một đội bóng địa phương Les Corpo, và mỗi tối thứ Bảy hàng tuần Pires đều đến xem cha chơi bóng. Năm 15 tuổi, Pires bỏ học và bắt đầu giấc mơ về sự nghiệp quần đùi áo số với khóa học dài 2 năm tại Reims. Nhờ việc luôn nài nỉ mẹ, Pires vẫn tiếp tục tập luyện với Reims và được triệu tập lên đội một sau đó 4 năm.

## Sự nghiệp câu lạc bộ

### Pháp
Pires tốt nghiệp học viện đội trẻ của Metz và có trận ra mắt đội một đối đầu với Lyon vào năm 1993. Trong 6 mùa giải của mình tại đây, anh ghi 43 bàn thắng sau 162 lần ra sân và đoạt Cúp Liên đoàn Pháp, qua đó làm bước đệm để chuyển đến Marseille với giá 5 triệu bảng. Tại Marseille, Pires trải qua hai năm đầy xáo trộn. Mùa giải đấu tiên của anh chứng kiến Marseille bỏ lỡ danh hiệu vô địch quốc gia Pháp khi kém đội vô địch chỉ 1 điểm và nếm trải thất bại trong trận chung kết cúp UEFA 1999 trước Parma. Mùa bóng thứ hai chứng kiến anh gặp nhiều vấn đề cả trong lẫn ngoài sân cỏ, khiến anh tẩy chay đội bóng và ra đi vào cuối mùa.

### Arsenal

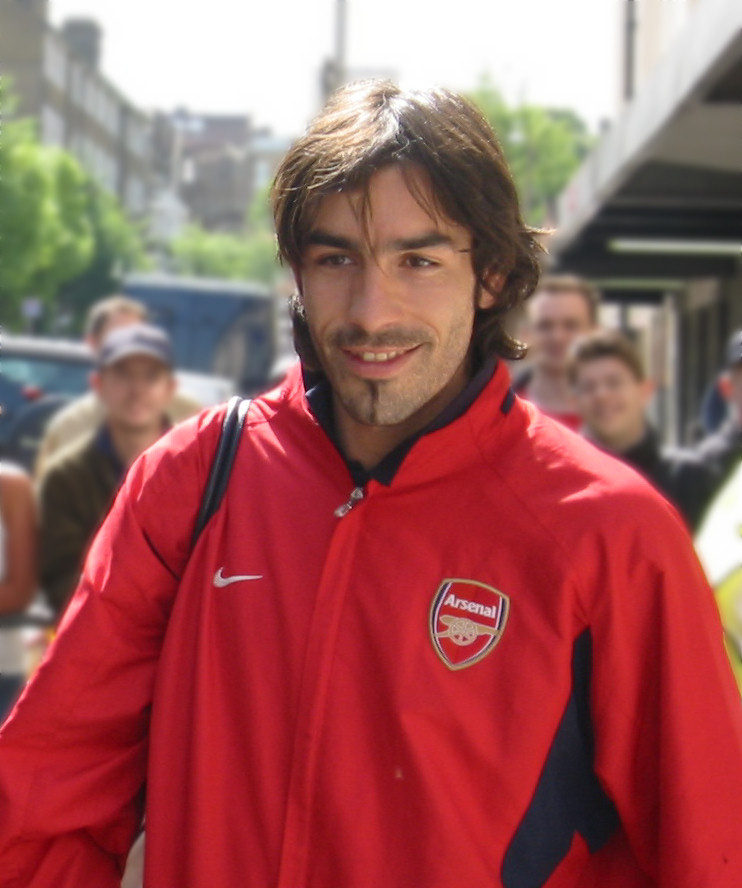
Pires có 6 năm chơi bóng tại Arsenal.

Arsenal là đội đã giành được chữ ký của Pires với giá 6 triệu bảng sau cuộc cạnh tranh khốc liệt từ Real Madrid và Juventus, nhằm thay thế cho Marc Overmars, người vừa chuyển sang đầu quân cho Barcelona với giá kỷ lục 25 triệu bảng. Ban đầu phong độ của Pires khá phập phù, và một số người còn chỉ trích anh khi cầu thủ này bình luận rằng giải đấu tại Anh quá nặng về thể chất. Tuy nhiên, anh dần dần lấy lại phong độ mình từng thể hiện tại Metz: anh lập công sau một pha solo ngoạn mục vào lưới Lazio ở Champions League 2000-01 và giúp Pháo thủ giành thắng lợi trước kình địch Tottenham Hotspur trong hai trận bán kết cúp FA. Tuy nhiên, Arsenal lại để mất chức vô địch vào tay Liverpool khi thua chung cuộc 1-2 ở trận chung kết.
Đến mùa 2001-02, Pires đã hoàn toàn nắm bắt được lối chơi bóng ở Anh và có một trong những mùa giải hay nhất của mình. Anh lập những siêu phẩm vào lưới Middlesbrough và Aston Villa. Trước Aston Villa, Pires nhận đường phất bóng dài từ Freddie Ljungberg, khống chế bằng pha lốp bóng vượt qua hậu vệ George Boateng rồi kết thúc bằng cú lốp bóng ngoạn mục tiếp theo qua đầu của thủ thành Peter Schmeichel, đưa bóng đi vào lưới. Anh dẫn đầu về thành tích kiến tạo tại Ngoại hạng Anh và được bầu chọn là Cầu thủ xuất sắc nhất mùa của FWA cũng như Cầu thủ xuất sắc nhất mùa của Arsenal khi góp công giúp Pháo thủ giành chức vô địch. Tuy nhiên một chấn thương gân kheo ở trận gặp Newcastle United ở cúp FA khiến anh bỏ lỡ cơ hội tham dự giải vô địch thế giới 2002 cùng tuyển Pháp.
Sau thời gian dài dưỡng thương, Pires tái xuất vào tháng 11 năm 2002 khi vào sân thay người ở trận gặp AJ Auxerre tại UEFA Champions League. Mặc dù gặp khó khăn trong thời gian đầu, sau cùng anh đã lấy lại phong độ, ghi 14 bàn trong 20 trận đá chính tại Ngoại hạng Anh, bao gồm cả cú hat-trick vào lưới của Southampton trong ngày thi đấu áp chót của mùa giải, tháng 5 năm 2003. Bên cạnh đó cú hat-trick của đồng đội Jermaine Pennant cũng ghi trong trận đấu này đánh dấu đầu tiên chứng kiến 2 cầu thủ cùng lập hat-trick trong một trận đấu tại giải Ngoại hạng Anh. Pires được bầu là Cầu thủ Ngoại hạng Anh xuất sắc nhất tháng vào tháng 2 năm 2003. Pires khép lại mùa bóng bằng việc ghi bàn quyết định trước Southampton trong trận chung kết cúp FA.
Ngày 11 tháng 7 năm 2008, cổ động viên Arsenal đã bầu Pires là cầu thủ vĩ đại thứ 6 mọi thời đại trong lịch sử câu lạc bộ.

#### Ra đi
Trong mùa 2005-06, Pires đã có cuộc nói chuyện gay gắt về một hợp đồng mới với hi vọng được gia hạn thêm 2 năm. Tuy nhiên để tuân theo chính sách của câu lạc bộ về việc ký hợp đồng với cầu thủ trên 30 tuổi, Pires chỉ nhận được đề nghị gia hạn thêm 12 tháng và hợp đồng của anh đáo hạn vào tháng 6 năm 2006. Tháng 5 năm 2006, Pires chấp nhận một lời đề nghị từ Villarreal sau một tháng suy nghĩ, trong thời gian anh cùng Arsenal đánh bại chính Villarreal ở bán kết Champions League.

### Villarreal
Tháng 5 năm 2006, Pires đồng ý đầu quân cho đội bóng Tây Ban Nha Villarreal. Anh gia nhập đội bóng mới dưới dạng chuyển nhượng tự do, vượt qua buổi kiểm tra y tế và chấm dứt 6 năm chơi bóng tại Arsenal. Sau khi Villarreal bị loại ở bán kết Champions League bởi chính Arsenal, huấn luyện viên của Villarreal, ông Manuel Pellegrini đã muốn chiêu mộ Pires hoặc Thierry Henry của Arsenal. Pires được chính thức công bố là người của Villarreal vào ngày 3 tháng 7 năm 2006. Anh ghi bàn đầu tiên cho đội bóng mới trong trận hòa 3-3 đầu mùa trước Newcastle United vào ngày 5 tháng 8 năm 2006. Tuy nhiên vào ngày 18 tháng 8 năm 2006, Pires dính một chấn thương gân kheo ở đầu gối trái trong một trận giao hữu với Cádiz và phải lên giường mổ phẫu thuật để điều trị, khiến anh phải rời xa sân cỏ trong 7 tháng. Cuối cùng Pires đã bình phục chấn thương đầu gối và có trận đấu đầu tiên cho Villarreal khi vào sân từ ghế dự bị ở hiệp 2 trong trận đấu chạm trán Real Sociedad vào ngày 17 tháng 3 năm 2007. Pires có pha lập công đầu tiên kể từ lúc trở lại sau chấn thương vào lưới Real Betis trong trận hòa sân khách 3-3 vào ngày 31 tháng 3 năm 2007.

### Aston Villa
Pires trở lại Anh và tập luyện tại London Colney - sân tập của Arsenal để duy trì trạng thái thể lực. Tháng 10 năm 2010, có thông tin cho rằng đội bóng thi đấu tại National League Crawley Town dự định nói chuyện với Pires về việc gia nhập câu lạc bộ thi đấu vài mùa giải, nhưng người phát ngôn của cầu thủ này cho biết họ "không nhận được sự quan tâm nào" từ đội bóng đó. Ngày 16 tháng 11 năm 2010, thuyền trưởng của Aston Villa, Gérard Houllier đã đàm phán với các đại diện của Pires. Ngày 18 tháng 11, tiền vệ 37 tuổi hoàn tất thương vụ đến Aston Villa với hợp đồng 6 tháng. Anh có trận ra mắt cho Villa ở Ngoại hạng Anh vào ngày 21 tháng 11 khi vào sân từ ghế dự bị ở hiệp 2, mặc dù đội bóng mới của anh bị Blackburn Rovers đánh bại 2-0. Việc Pires đến thi đấu tại câu lạc bộ đã nhận được những lời khen ngợi từ các cầu thủ ở đội một của Villa như Gabriel Agbonlahor, Stewart Downing và Shane Lowry. Pires ghi bàn thắng đầu tiên trong chiến thắng 3-1 của Villa trước Blackburn Rovers ở cúp FA vào ngày 29 tháng 11 năm 2011. Bàn thắng tiếp theo của anh đến ở trận thắng chính Blackburn Rovers ở Ngoại hạng Anh vào ngày 26 tháng 2. Màn trình diễn của anh ở trận thắng 4-1 của Villa được hãng thông tấn Sky Sports miêu tả là "giàu tính ảnh hưởng nhất" kể từ khi anh đến đội bóng.

## Sự nghiệp cấp đội tuyển
Pirès là thành viên của đội tuyển Pháp vô địch World Cup 1998 và Euro 2000, nhưng anh đã phải bỏ lỡ World Cup 2002 do gặp phải chấn thương khi đang thi đấu cho Arsenal. Anh cũng đã từng thi đấu ở Thế vận hội Mùa hè 1996 và Euro 2004. Mặc dù vậy, một cuộc tranh cãi vào cuối năm 2004 với huấn luyện viên trưởng đội tuyển Pháp Raymond Domenech đã đặt 1 bước dừng cho sự nghiệp quốc tế của Pirès. Pires từng 79 lần khoác áo đội tuyển quốc gia và ghi 14 bàn. Anh cũng đã giành giải quả bóng vàng (cho cầu thủ xuất sắc nhất) và chiếc giày vàng (cho vua phá lưới) tại Cúp Confederations FIFA 2001.

## Đời tư

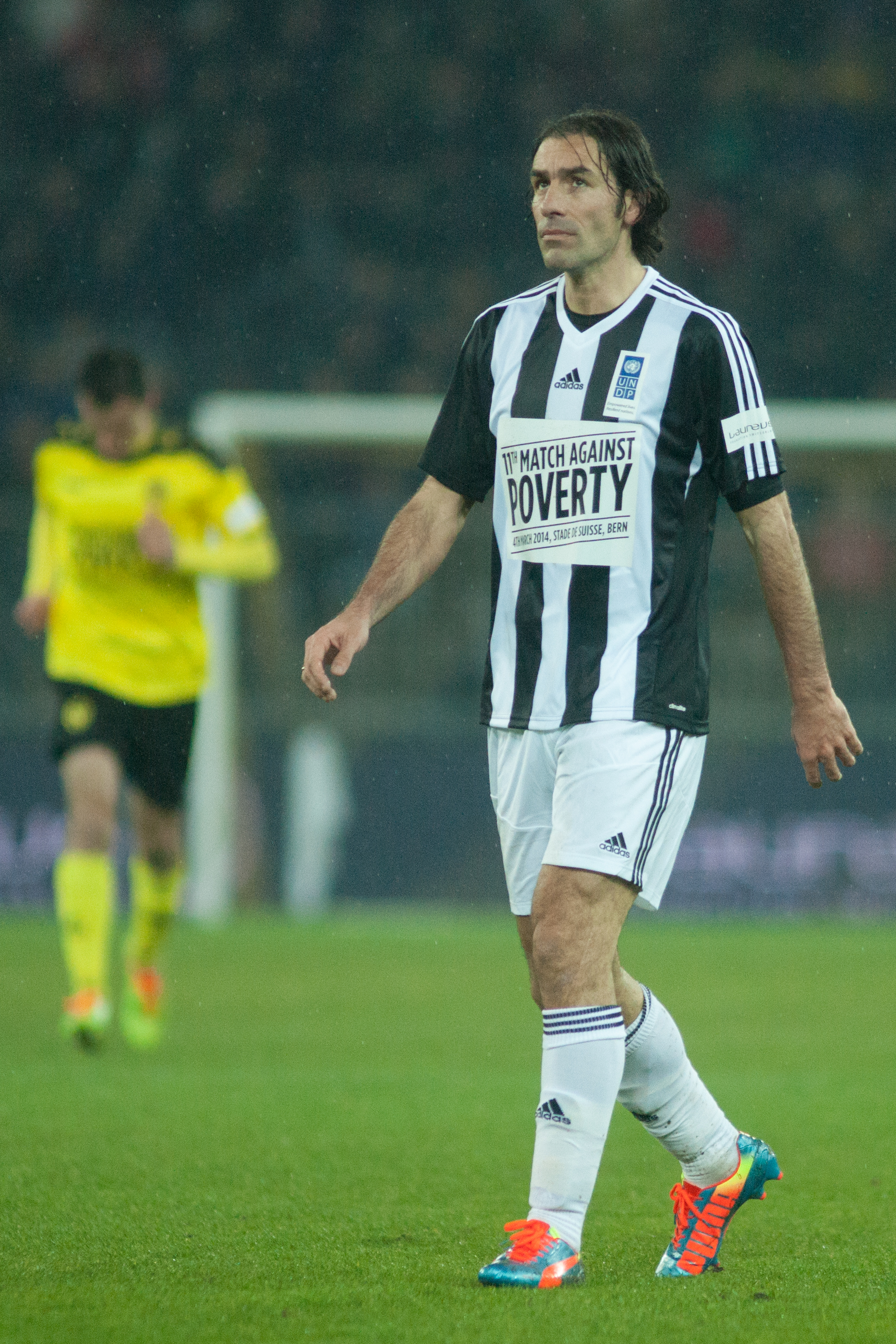
Pires chơi trong một trận đấu từ thiện vào tháng 3 năm 2014.

Năm 1992, trong năm đầu tiên của mình tại Metz, Pires gặp người vợ đầu tiên Nathalie. Cả hai kết hôn và chung sống trong 6 năm rồi chia tay vào năm 2003. Pires nói với tờ Daily Mirror rằng cuộc chia tay này đã hủy hoại và ảnh hưởng đến tính chuyên nghiệp của ông, gây mất tập trung và khiến ông mất ngủ. Ông cũng cho rằng đó là tác nhân cho hành vi kì quặc của mình, chẳng hạn như vụ ẩu đả công khai với huấn luyện viên người Pháp Raymond Domenech vào tháng 3 năm 2004. Không lâu sau khi chia tay Nathalie, Pires gặp người mẫu người Pháp Jessica Lemarie thông qua bạn bè chung. Ngày 10 tháng 8 năm 2005, cô hạ sinh đứa con đầu lòng của cặp đôi và đặt tên là Naia. Kể từ đó, Lemarie và Pires đã kết hôn và có thêm một cậu nhóc tên Theo vào ngày 11 tháng 1 năm 2007.
Ngày 17 tháng 11 năm 2012, Pires trở thành Đại sứ cho Grassroot Soccer, một tổ chức phi lợi nhuận quốc tế sử dụng sức mạnh của bóng đá để giáo dục, truyền cảm hứng và tuyên truyền cộng đồng ngăn chặn lây lan HIV.

## Thống kê sự nghiệp
| Câu lạc bộ     | Mùa giải       | Giải | Giải | Giải     | Cúp  | Cúp | Châu âu | Châu âu | Tổng | Tổng |
| Câu lạc bộ     | Mùa giải       | Trận | Bàn  | Kiến tạo | Trận | Bàn | Trận    | Bàn     | Trận | Bàn  |
| -------------- | -------------- | ---- | ---- | -------- | ---- | --- | ------- | ------- | ---- | ---- |
| Metz           | 1992–93        | 2    | 0    | ?        | 0    | 0   | 0       | 0       | 2    | 0    |
| Metz           | 1993–94        | 24   | 1    | ?        | 1    | 0   | 0       | 0       | 25   | 1    |
| Metz           | 1994–95        | 35   | 9    | ?        | 6    | 0   | 0       | 0       | 41   | 9    |
| Metz           | 1995–96        | 38   | 11   | ?        | 7    | 2   | 4       | 0       | 49   | 13   |
| Metz           | 1996–97        | 32   | 11   | ?        | 3    | 1   | 6       | 0       | 41   | 12   |
| Metz           | 1997–98        | 31   | 11   | ?        | 6    | 2   | 3       | 0       | 40   | 13   |
| Metz           | Tổng           | 162  | 43   | ?        | 23   | 5   | 13      | 0       | 198  | 48   |
| Marseille      | 1998–99        | 34   | 6    | ?        | 2    | 0   | 11      | 3       | 47   | 9    |
| Marseille      | 2000–01        | 32   | 2    | ?        | 3    | 1   | 11      | 2       | 46   | 5    |
| Marseille      | Tổng           | 66   | 8    | ?        | 5    | 1   | 22      | 5       | 93   | 14   |
| Arsenal        | 2000–01        | 33   | 4    | 7        | 6    | 3   | 12      | 1       | 51   | 8    |
| Arsenal        | 2001–02        | 28   | 9    | 15       | 5    | 1   | 12      | 3       | 45   | 13   |
| Arsenal        | 2002–03        | 26   | 14   | 3        | 7    | 2   | 9       | -       | 42   | 16   |
| Arsenal        | 2003–04        | 36   | 14   | 10       | 5    | 1   | 10      | 4       | 51   | 19   |
| Arsenal        | 2004–05        | 33   | 14   | 4        | 6    | 2   | 8       | 1       | 47   | 17   |
| Arsenal        | 2005–06        | 33   | 7    | 4        | 3    | 2   | 12      | 2       | 48   | 11   |
| Arsenal        | Tổng           | 189  | 62   | 43       | 31   | 11  | 63      | 11      | 284  | 84   |
| Villareal      | 2006–07        | 11   | 3    | 1        | 0    | 0   | 2       | 0       | 13   | 3    |
| Villareal      | 2007–08        | 32   | 3    | 4        | 5    | 1   | 2       | 0       | 39   | 4    |
| Villareal      | 2008–09        | 32   | 3    | 9        | 0    | 0   | 8       | 1       | 40   | 4    |
| Villareal      | 2009–10        | 28   | 4    | 1        | 2    | 1   | 7       | 2       | 37   | 7    |
| Villareal      | Tổng           | 103  | 13   | 14       | 7    | 2   | 19      | 3       | 129  | 18   |
| Aston Villa    | 2010–11        | 5    | 0    | 0        | 1    | 0   | 0       | 0       | 6    | 0    |
| Aston Villa    | Tổng           | 5    | 0    | 0        | 1    | 0   | 0       | 0       | 6    | 0    |
| Tổng sự nghiệp | Tổng sự nghiệp | 523  | 126  | 57       | 66   | 19  | 117     | 19      | 708  | 164  |

### Bàn thắng quốc tế
| #   | Thời gian            | Địa điểm                                            | Đối thủ     | Bàn thắng | Kết quả | Giải đấu                     |
| --- | -------------------- | --------------------------------------------------- | ----------- | --------- | ------- | ---------------------------- |
| 1.  | 9 tháng 10 năm 1996  | Sân vận động Công viên các Hoàng tử, Paris, Pháp    | Thổ Nhĩ Kỳ  | 4 – 0     | 4 – 0   | Giao hữu quốc tế             |
| 2.  | 26 tháng 2 năm 1997  | Sân vận động Công viên các Hoàng tử, Paris, Pháp    | Hà Lan      | 1 – 1     | 2 – 1   | Giao hữu quốc tế             |
| 3.  | 10 tháng 10 năm 1998 | Sân vận động Luzhniki, Moskva, Nga                  | Nga         | 0 – 2     | 2 – 3   | Vòng loại Euro 2000          |
| 4.  | 13 tháng 11 năm 1999 | Stade de France, Saint-Denis, Pháp                  | Croatia     | 1 – 0     | 3 – 0   | Giao hữu quốc tế             |
| 5.  | 28 tháng 5 năm 2000  | Sân vận động Maksimir, Zagreb, Croatia              | Croatia     | 0 – 1     | 0 – 2   | Giao hữu quốc tế             |
| 6.  | 16 tháng 8 năm 2000  | Sân vận động Vélodrome, Marseille, Pháp             | FIFA XI     | 4 – 0     | 5 – 1   | Giao hữu quốc tế             |
| 7.  | 3 tháng 6 năm 2001   | Sân vận động bóng đá Ulsan Munsu, Ulsan, Hàn Quốc   | México      | 3 – 0     | 4 – 0   | Cúp Confederations FIFA 2001 |
| 8.  | 7 tháng 6 năm 2001   | Sân vận động World Cup Suwon, Suwon, Hàn Quốc       | Brasil      | 1 – 0     | 2 – 1   | Cúp Confederations FIFA 2001 |
| 9.  | 15 tháng 8 năm 2001  | Sân vận động Beaujoire, Nantes, Pháp                | Đan Mạch    | 1 – 0     | 1 – 0   | Giao hữu quốc tế             |
| 10. | 6 tháng 10 năm 2001  | Stade de France, Saint-Denis, Pháp                  | Algérie     | 4 – 1     | 4 – 1   | Giao hữu quốc tế             |
| 11. | 30 tháng 4 năm 2003  | Stade de France, Saint-Denis, Pháp                  | Ai Cập      | 3 – 0     | 5 – 0   | Giao hữu quốc tế             |
| 12. | 20 tháng 6 năm 2003  | Sân vận động Geoffroy-Guichard, Saint-Étienne, Pháp | Nhật Bản    | 1 – 0     | 2 – 1   | Cúp Confederations FIFA 2003 |
| 13. | 22 tháng 6 năm 2003  | Stade de France, Saint-Denis, Pháp                  | New Zealand | 5 – 0     | 5 – 0   | Cúp Confederations FIFA 2003 |
| 14. | 26 tháng 6 năm 2003  | Stade de France, Saint-Denis, Pháp                  | Thổ Nhĩ Kỳ  | 2 – 0     | 3 – 2   | Cúp Confederations FIFA 2003 |

## Danh hiệu

### Câu lạc bộ

#### Metz
- Cúp Liên đoàn bóng đá Pháp: 1995–96

#### Arsenal
- Premier League: 2001–02, 2003–04
- FA Cup: 2001–02, 2002–03, 2004–05
- FA Community Shield: 2002, 2004

### Quốc tế

#### U-21 Pháp
- U-21 Euro: 1986

#### Pháp
- FIFA World Cup: 1998
- UEFA Euro: 2000
- FIFA Confederations Cup: 2001, 2003

### Cá nhân
- Cầu thủ trẻ xuất sắc nhất giải VĐQG Pháp: 1995–96
- Chevalier (Knight) of the Légion d'honneur, France's highest decoration 1998[26][27]
- Cầu thủ xuất sắc nhất năm của Hiệp hội Nhà báo viết về Bóng đá: 2001–02 (với Arsenal)
- Đội hình tiêu biểu trong năm của Giải bóng đá ngoại hạng Anh: 2001–02, 2002–03, 2003–04
- Cầu thủ xuất sắc nhất trong tháng của Giải bóng đá ngoại hạng Anh: tháng 2 năm 2003
- Cúp Confederations FIFA 2001: Cầu thủ xuất sắc nhất giải
- Cúp Confederations FIFA 2001: Vua Phá Lưới